# Aspidoras maculosus
Aspidoras maculosus е вид лъчеперка от семейство Callichthyidae. Видът не е застрашен от изчезване.

## Разпространение
Разпространен е в Бразилия (Баия).

## Описание
На дължина достигат до 3,4 cm.